# Ethel Merman
Ethel Merman, rodným jménem Ethel Agnes Zimmermann (16. ledna 1908 New York – 15. února 1984 tamtéž) byla americká zpěvačka a herečka.

## Kariéra
Proslavila se svým výrazným a silným hlasem, hlavními rolemi v hudebním divadle. Na Broadwayi vystupovala například ve hrách Anything Goes, Annie Get Your Gun, Gypsy a Hello, Dolly!.
Známá je také díky svým rolím ve filmech Anything Goes (1936), Call Me Madam (1953), Není nad show business (1954) a To je ale bláznivý svět (1963). Kromě mnoha ocenění získala cenu Tony za nejlepší ženský herecký výkon v muzikálu za roli v Call Me Madam, cenu Grammy za Gypsy a Drama Desk Award za Hello, Dolly!.

## Osobní život
Byla čtyřikrát vdaná. Z druhého manželství s Williamem Smithem vzešli dvě děti, dcera Ethel a syn Robert. Jejím Čtvrtým manželem byl americký herec Ernest Borgnine.
Byla celoživotní republikánka a častým hostem Dwighta D. Eisenhowera v Bílém domě. Mimo jiné zazpívala inaugurační písně prezidentů Ronalda Regana a Johna F. Kennedyho.

## Smrt
V dubnu 1983 jí byl diagnostikován nádor na mozku. Nádor jí byl následně lékařsky odstraněn, ale způsobil jí afázii. Dne 15. února 1984, deset měsíců poté, co jí byla diagnostikována rakovina, zemřela ve svém domě ve věku 76 let.

## Filmografie (výběr)
- Anything Goes (1936)
- Call Me Madam (1953)
- Není nad show business (1954)
- To je ale bláznivý svět (1963)
- Připoutejte se, prosím! (1980)